# Flechas (PIDE)
Os Flechas foram uma força especial policial portuguesa, dependente da Polícia Internacional e de Defesa do Estado (PIDE). Foram constituídos inicialmente para atuar em Angola, no contexto da Guerra do Ultramar.  

## História
Durante a Guerra do Ultramar Portuguesa, a PIDE - transformada na Direção-Geral de Segurança (DGS) em 1969 - era responsável pelas operações de recolha de informações estratégicas, investigação e ações clandestinas contra os movimentos guerrilheiros, em proveito das Forças Armadas e de segurança. Como tal foi decido criar uma força especial armada para auxílio e proteção dos agentes daquela polícia nas operações contra os guerrilheiros.
Os membros dos Flechas eram recrutados entre determinados grupos nativos, nomeadamente ex-guerrilheiros e membros da etnia bosquímane. Os bosquímanos eram exímios intérpretes de rastos e pistas deixadas no terreno pelo inimigo dada a sua experiência em perseguição de caça. Esses membros nativos eram enquadrados por oficiais do Exército e por agentes da PIDE e recebiam treino de forças especiais.
Com o decorrer da Guerra do Ultramar os Flechas revelaram-se uma das melhores forças antiguerrilha ao serviço de Portugal, indo progressivamente alargando o seu tipo de atuação. Se no início eram basicamente usados como guias e pisteiros dos agentes da PIDE, passaram posteriormente também a ser usados como forças de assalto em operações especiais. Pelo reconhecimento do seu elevado nível de eficácia, as próprias Forças Armadas passaram a solicitar frequentemente à PIDE o auxílio dos Flechas nas suas operações.
Algumas das operações frequentemente realizadas eram as chamadas "pseudo-guerrilheiras", em que os Flechas, muitos deles ex-guerrilheiros, se disfarçavam de guerrilheiros para atacarem alvos que não podiam ser abertamente atacados por forças identificadas como portuguesas, como alvos em território estrangeiro e missões religiosas que auxiliavam guerrilheiros nacionalistas.
Os Flechas atuaram sobretudo em Angola. Na década de 1970 começaram a ser organizados Flechas também em Moçambique mas que não chegaram a ter uma importância tão elevada.

### Organização e Equipamento
Foram inicialmente organizados pelo inspetor-adjunto Óscar Aníbal Piçarra de Castro Cardoso no período que passou nas "Terras do Fim do Mundo"- o Kuando-Kubango. Os Flechas estavam organizados em grupos de combate de cerca de 30 homens. Estavam equipados com o equipamento em uso no Exército Português, mas também utilizavam muito armamento capturado aos guerrilheiros, nomeadamente nas Operações Pseudo-Guerrilheiras.
O seu item de fardamento mais conhecido era a boina camuflada que se tornou um dos seus símbolos.